# تاتیانا لیوتایوا
تاتیانا لیوتایوا (روسی: Татьяна Борисовна Лютаева؛ زادهٔ ۱۲ مارس ۱۹۶۵) بازیگر اهل اتحاد جماهیر شوروی سوسیالیستی است. وی از سال ۱۹۸۷ میلادی تاکنون مشغول فعالیت بوده‌است.
از فیلم‌ها یا برنامه‌های تلویزیونی که وی در آن نقش داشته‌است می‌توان به گرما اشاره کرد.